# Marcelo Antônio Guedes
Marcelo Antônio Guedes Filho (São Vicente, São Paulo, Brasil, 20 de mayo de 1987), conocido como Marcelo, es un futbolista brasileño que juega de defensa.

## Trayectoria

### Santos
Marcelo comenzó su carrera en el Santos, debutó en el primer equipo en la temporada 2007, donde ganó el campeonato Paulista ese año. Además, junto con el Santos alcanzó la semifinal de la Copa Libertadores. 
Marcelo jugó 65 partidos en todas las competiciones con el Santos, antes que su contrato con el club terminara en agosto de 2008.

### Wisła Kraków
Marcelo fichó por cinco años con el campeón de la Ekstraklasa de Polonia, el Wisła Kraków, el 1 de septiembre de 2008.
En su primera temporada ganó la Ekstraklasa con el club, donde jugó 21 partidos y marcó tres goles. Formó dupla en la defensa con Arkadiusz Glowacki, donde ambos fueron nominados al premio defensor del año de la Ekstrasklasa de 2009. En la temporada 2009-10, Marcelo fue el tercer goleador del club con siete goles en la liga, año en que el Wisła Kraków quedó en segundo lugar.

### PSV Eindhoven
Fichó por el PSV Eindhoven el 8 de julio de 2010 por tres años, el valor del fichaje no fue revelado. Se ganó la titularidad en el equipo, donde jugó 45 encuentros en su primera temporada en el PSV. Marcelo ganó la Copa KNVB con el equipo, venciendo al Heracles Almelo en la final.

### Hannover 96 y Beşiktaş
El 10 de agosto de 2013 Marcelo fue transferido al Hannover 96 alemán. Se fue a préstamo al Beşiktaş J. K., donde fichó el 1 de febrero de 2016.

### Francia
El 13 de julio de 2017 se unió al Olympique de Lyon de la Ligue 1. La transferencia fue inicialmente de 7 millones € más 0,5 millones € en variables. Abandonó el club en enero de 2022 después de haber llegado a un acuerdo para la rescisión de su contrato. Dos días más tarde firmó con el F. C. Girondins de Burdeos hasta final de temporada.

## Estadísticas
Actualizado al último partido disputado el 27 de abril de 2024.
| Santos F. C. · Brasil                                                                          | 1.ª           | 2007          | 25  | 2  | 0  | 0 | 7  | 0 | 7  | 1 | 39  | 3  |
| Santos F. C. · Brasil                                                                          | 1.ª           | 2008          | 16  | 0  | 0  | 0 | 4  | 0 | 6  | 0 | 26  | 0  |
| Santos F. C. · Brasil                                                                          | Total club    | Total club    | 41  | 2  | 0  | 0 | 11 | 0 | 13 | 1 | 65  | 3  |
| Wisła Cracovia · Polonia                                                                       | 1.ª           | 2008-09       | 21  | 3  | 8  | 0 | 1  | 0 | —  | — | 30  | 3  |
| Wisła Cracovia · Polonia                                                                       | 1.ª           | 2009-10       | 28  | 7  | 3  | 0 | 2  | 0 | —  | — | 33  | 7  |
| Wisła Cracovia · Polonia                                                                       | Total club    | Total club    | 49  | 10 | 11 | 0 | 3  | 0 | —  | — | 63  | 10 |
| PSV Eindhoven · Países Bajos                                                                   | 1.ª           | 2010-11       | 28  | 2  | 3  | 0 | 14 | 1 | —  | — | 45  | 3  |
| PSV Eindhoven · Países Bajos                                                                   | 1.ª           | 2011-12       | 31  | 2  | 6  | 0 | 12 | 0 | —  | — | 49  | 2  |
| PSV Eindhoven · Países Bajos                                                                   | 1.ª           | 2012-13       | 32  | 1  | 5  | 0 | 7  | 1 | —  | — | 44  | 2  |
| PSV Eindhoven · Países Bajos                                                                   | 1.ª           | 2013-14       | 0   | 0  | 0  | 0 | 1  | 0 | —  | — | 1   | 0  |
| PSV Eindhoven · Países Bajos                                                                   | Total club    | Total club    | 91  | 2  | 14 | 0 | 34 | 2 | —  | — | 139 | 7  |
| Hannover 96 · Alemania                                                                         | 1.ª           | 2013-14       | 24  | 0  | 1  | 0 | —  | — | —  | — | 25  | 0  |
| Hannover 96 · Alemania                                                                         | 1.ª           | 2014-15       | 34  | 2  | 1  | 0 | —  | — | —  | — | 35  | 2  |
| Hannover 96 · Alemania                                                                         | 1.ª           | 2015-16       | 19  | 1  | 0  | 0 | —  | — | —  | — | 19  | 1  |
| Hannover 96 · Alemania                                                                         | Total club    | Total club    | 77  | 3  | 2  | 0 | —  | — | —  | — | 79  | 3  |
| Beşiktaş J. K. Turquía                                                                         | 1.ª           | 2015-16       | 14  | 2  | 2  | 0 | —  | — | —  | — | 16  | 2  |
| Beşiktaş J. K. Turquía                                                                         | 1.ª           | 2016-17       | 32  | 3  | 3  | 0 | 10 | 0 | —  | — | 45  | 3  |
| Beşiktaş J. K. Turquía                                                                         | Total club    | Total club    | 46  | 5  | 5  | 0 | 10 | 0 | —  | — | 61  | 5  |
| Olympique de Lyon Francia                                                                      | 1.ª           | 2017-18       | 35  | 3  | 4  | 1 | 10 | 1 | —  | — | 49  | 5  |
| Olympique de Lyon Francia                                                                      | 1.ª           | 2018-19       | 33  | 0  | 5  | 0 | 8  | 0 | —  | — | 46  | 0  |
| Olympique de Lyon Francia                                                                      | 1.ª           | 2019-20       | 17  | 0  | 6  | 0 | 10 | 0 | —  | — | 33  | 0  |
| Olympique de Lyon Francia                                                                      | 1.ª           | 2020-21       | 34  | 3  | 3  | 0 | —  | — | —  | — | 37  | 3  |
| Olympique de Lyon Francia                                                                      | 1.ª           | 2021-22       | 2   | 0  | 0  | 0 | 0  | 0 | —  | — | 2   | 0  |
| Olympique de Lyon Francia                                                                      | Total club    | Total club    | 121 | 6  | 18 | 1 | 28 | 1 | —  | — | 167 | 8  |
| Olympique de Lyon "II" Francia                                                                 | 4.ª           | 2021-22       | 11  | 3  | —  | — | —  | — | —  | — | 11  | 3  |
| Olympique de Lyon "II" Francia                                                                 | Total club    | Total club    | 11  | 3  | 0  | 0 | 0  | 0 | 0  | 0 | 11  | 3  |
| F. C. Girondins de Burdeos Francia                                                             | 1.ª           | 2021-22       | 11  | 0  | —  | — | —  | — | —  | — | 11  | 0  |
| F. C. Girondins de Burdeos Francia                                                             | Total club    | Total club    | 11  | 0  | 0  | 0 | 0  | 0 | 0  | 0 | 11  | 0  |
| Western Sydney Wanderers Australia                                                             | 1.ª           | 2022-23       | 23  | 1  | —  | — | —  | — | —  | — | 23  | 1  |
| Western Sydney Wanderers Australia                                                             | 1.ª           | 2023-24       | 26  | 2  | 3  | 0 | —  | — | —  | — | 29  | 2  |
| Western Sydney Wanderers Australia                                                             | Total club    | Total club    | 49  | 3  | 3  | 0 | 0  | 0 | 0  | 0 | 52  | 3  |
| Total carrera                                                                                  | Total carrera | Total carrera | 496 | 37 | 53 | 2 | 86 | 4 | 13 | 1 | 648 | 45 |
| (1) Incluye datos de la Copa de la Liga de Francia. (2) Incluye datos del Campeonato Paulista. |               |               |     |    |    |   |    |   |    |   |     |    |

## Palmarés

### Títulos nacionales
| Título                        | Club           | País         | Año     |
| ----------------------------- | -------------- | ------------ | ------- |
| Campeonato Paulista           | Santos F. C.   | Brasil       | 2007    |
| Ekstraklasa                   | Wisła Cracovia | Polonia      | 2008-09 |
| Copa de los Países Bajos      | PSV Eindhoven  | Países Bajos | 2011-12 |
| Supercopa de los Países Bajos | PSV Eindhoven  | Países Bajos | 2012    |
| Superliga de Turquía          | Beşiktaş J. K. | Turquía      | 2015-16 |
| Superliga de Turquía          | Beşiktaş J. K. | Turquía      | 2016-17 |